# La Freissinouse
La Freissinouse település Franciaországban, Hautes-Alpes megyében. Lakosainak száma 948 fő (2022. január 1.). La Freissinouse Gap, Manteyer, Pelleautier és La Roche-des-Arnauds községekkel határos.

## Népesség
A település népességének változása:
| Lakosok száma | 228  | 334  | 365  | 503  | 708  | 786  | 849  | 904  | 933  | 948  |
|               | 1968 | 1982 | 1990 | 2006 | 2013 | 2015 | 2017 | 2019 | 2020 | 2022 |